# Liga Colombiana de Baloncesto 2021-I
La Liga Profesional de Baloncesto 2021-I es el torneo apertura de la temporada 2021 del Baloncesto Profesional Colombiano máxima categoría del baloncesto en Colombia, la cual inició el 27 de abril y finalizó el 7 de junio. Fue organizado por la División Profesional de Baloncesto (DPB), entidad dependiente de la Federación Colombiana de Baloncesto.
El campeonato se llevó a cabo en su totalidad en el Coliseo Evangelista Mora en Cali a puerta cerrada, debido a la pandemia de COVID-19 en Colombia. Además, el desarrollo del campeonato tuvo algunos partidos aplazados debido a los problemas de orden público generados por el Paro Nacional en Colombia.
El campeón invicto fue Titanes de Barranquilla, que logró su cuarto título consecutivo y además tiene la posibilidad de ser invitado a la Basketball Champions League Americas 2021-22.

## Sistema de juego
El torneo cuenta con cuatro fases:
- Primera fase: Los 10 clubes disputarán 9 partidos.

- Segunda fase: Los 8 mejores clubes clasificarán a esta fase y se enfrentarán en dos series ganando el mejor de tres (1-1-1) juegos de la siguiente forma (1° lugar vs 8° lugar), (2° lugar vs 7° lugar), (3° lugar vs 6° lugar), (4° lugar vs 5° lugar)

- Tercera fase: Los 4 ganadores de la fase anterior se enfrentan para definir los clubes clasificarán a la fase final y se enfrentarán en dos series ganando el mejor de cinco (2-2-1) juegos de la siguiente forma (Ganador 1 vs Ganador 2) y (Ganador 3 vs Ganador 4)

- Final: Los dos ganadores de la fase anterior se enfrentan para definir al campeón en serie ganando el mejor de cinco juegos (2-2-1)

Adicionalmente, cada club puede inscribir máximo cinco jugadores extranjeros y un jugador sub-21 procedente de la región sede del equipo obligatoriamente.

## Cambios de clubes
Respecto a la temporada 2020, la liga aumentó en dos equipos participantes, con la admisión de Cafeteros de Armenia y Motilones del Norte como clubes profesionales, con apoyo del Ministerio del Deporte en el proceso de ser reconocidos.
En el proceso de expansión de la liga profesional, también fueron admitidos por la División Profesional de Baloncesto los clubes Tayronas de Santa Marta y Llaneros del Meta, pero finalmente no tomaron parte de la temporada.
Por otra parte, el club Cóndores de Cundinamarca cambió su nombre para esta temporada a Hurricanes.

## Datos de los clubes
| Equipo                     | Ciudad              | Departamento                     | Entrenador       | Pabellón                 | Aforo       |
| -------------------------- | ------------------- | -------------------------------- | ---------------- | ------------------------ | ----------- |
| Búcaros de Bucaramanga     | Bucaramanga         | Santander                        | David Watkins    | Coliseo Evangelista Mora | Sin público |
| Cafeteros de Armenia       | Armenia             | Quindío                          | Manolo Hussein   | Coliseo Evangelista Mora | Sin público |
| Cimarrones Caribbean Storm | Quibdó y San Andrés | Chocó y San Andrés y Providencia | Gabriel Ávila    | Coliseo Evangelista Mora | Sin público |
| Hurricanes de Cundinamarca | Chía                | Cundinamarca                     | Esteban Gati     | Coliseo Evangelista Mora | Sin público |
| Motilones del Norte        | Cúcuta              | Norte de Santander               | Bernardo Fitz    | Coliseo Evangelista Mora | Sin público |
| Piratas de Bogotá          | Bogotá              | Bogotá, D. C.                    | José Tapias      | Coliseo Evangelista Mora | Sin público |
| Sabios de Manizales        | Manizales           | Caldas                           | Anna Montañana   | Coliseo Evangelista Mora | Sin público |
| Team Cali                  | Cali                | Valle del Cauca                  | Guillermo Moreno | Coliseo Evangelista Mora | Sin público |
| Tigrillos de Antioquia     | Medellín            | Antioquia                        | Hernán Giraldo   | Coliseo Evangelista Mora | Sin público |
| Titanes de Barranquilla    | Barranquilla        | Atlántico                        | Tomás Díaz       | Coliseo Evangelista Mora | Sin público |

## Primera fase
Disputada del 27 de abril al 19 de mayo, los equipos se enfrentan en todos contra todos para definir los clasificados a cuartos de final. En caso de empates la ventaja en la posición la tendrá el equipo que haya ganado más partidos frente al otro equipo en sus enfrentamientos entre sí.

### Posiciones
|  | Clasificados a Cuartos de Final. |
|  | Eliminados.                      |

| Pos | Equipos                    | PTS | PG | PP | PJ | PTFA | PTCO | Desempate |
| --- | -------------------------- | --- | -- | -- | -- | ---- | ---- | --------- |
| 1.  | Titanes de Barranquilla    | 18  | 9  | 0  | 9  | 807  | 662  |           |
| 2.  | Cafeteros                  | 15  | 6  | 3  | 9  | 745  | 723  |           |
| 3.  | Motilones del Norte        | 15  | 6  | 3  | 9  | 641  | 657  |           |
| 4.  | Tigrillos de Antioquia     | 14  | 5  | 4  | 9  | 763  | 726  |           |
| 5.  | Búcaros de Bucaramanga     | 13  | 4  | 5  | 9  | 782  | 742  |           |
| 6.  | Hurricanes de Cundinamarca | 13  | 4  | 5  | 9  | 728  | 742  |           |
| 7.  | Cimarrones Caribbean Storm | 13  | 4  | 5  | 9  | 749  | 726  |           |
| 8.  | Sabios de Manizales        | 13  | 4  | 5  | 9  | 725  | 764  |           |
| 9.  | Piratas de Bogotá          | 12  | 3  | 6  | 9  | 744  | 760  |           |
| 10. | Team Cali                  | 9   | 0  | 9  | 9  | 675  | 799  |           |

### Resultados
Las fechas sufrieron alteraciones debido a las suspensiones causadas por las Protestas en Colombia de 2021, lo cual hizo que, por ejemplo, un equipo juegue 2 partidos en cada ronda.
| Hurricanes | 67 : 88  | Cimarrones | Coliseo Evangelista Mora, Cali | 27 de abril | 19:00 | Win Sports |
| Búcaros    | 76 : 80  | Hurricanes | Coliseo Evangelista Mora, Cali | 29 de abril | 14:00 | Win Sports |
| Titanes    | 103 : 82 | Cimarrones | Coliseo Evangelista Mora, Cali | 29 de abril | 19:35 | Win Sports |
| Cafeteros  | 85 : 83  | Piratas    | Coliseo Evangelista Mora, Cali | 30 de abril | 14:00 | Win Sports |
| Team Cali  | 91 : 102 | Sabios     | Coliseo Evangelista Mora, Cali | 30 de abril | 19:35 | Win Sports |

| Titanes    | 93: 76  | Hurricanes | Coliseo Evangelista Mora, Cali | 1 de mayo | 18:00 | Win Sports |
| Tigrillos  | 76 : 86 | Cafeteros  | Coliseo Evangelista Mora, Cali | 1 de mayo | 21:30 | Win Sports |
| Hurricanes | 74 : 79 | Sabios     | Coliseo Evangelista Mora, Cali | 2 de mayo | 16:30 | Win Sports |
| Piratas    | 83 : 73 | Cimarrones | Coliseo Evangelista Mora, Cali | 2 de mayo | 19:00 | Win Sports |
| Team Cali  | 77 : 92 | Tigrillos  | Coliseo Evangelista Mora, Cali | 2 de mayo | 21:15 | Win Sports |

| Cafeteros | 85 : 80  | Bucaros   | Coliseo Evangelista Mora, Cali | 3 de mayo | 19:00 | Win Sports |
| Team Cali | 76 : 97  | Piratas   | Coliseo Evangelista Mora, Cali | 3 de mayo | 21:00 | Win Sports |
| Cafeteros | 86 : 81  | Sabios    | Coliseo Evangelista Mora, Cali | 6 de mayo | 16:30 | Win Sports |
| Bucaros   | 101 : 78 | Team Cali | Coliseo Evangelista Mora, Cali | 6 de mayo | 19:00 | Win Sports |
| Motilones | 69 : 45  | Titanes   | Coliseo Evangelista Mora, Cali | 6 de mayo | 21:15 | Win Sports |

| Cafeteros | 75 : 78 | Motilones  | Coliseo Evangelista Mora, Cali | 7 de mayo | 19:00 | Win Sports |
| Tigrillos | 91 : 88 | Cimarrones | Coliseo Evangelista Mora, Cali | 7 de mayo | 21:00 | Win Sports |
| Piratas   | 76 : 74 | Hurricanes | Coliseo Evangelista Mora, Cali | 8 de mayo | 14:00 | Win Sports |
| Bucaros   | 90 : 71 | Sabios     | Coliseo Evangelista Mora, Cali | 8 de mayo | 17:30 | Win Sports |
| Team Cali | 78 : 92 | Titanes    | Coliseo Evangelista Mora, Cali | 8 de mayo | 19:30 | Win Sports |

## Play Off
Clasificaron los ocho primeros de la primera fase.
|  | Cuartos de final | Cuartos de final         |                          |   | Semifinal | Semifinal |  |  | Final | Final |
|  |                  |                          |                          |   |           |           |  |  |       |       |
|  | 21 al 24 de mayo |                          |                          |   |           |           |  |  |       |       |
|  |                  |                          |                          |   |           |           |  |  |       |       |
|  | Titanes          | 2                        |                          |   |           |           |  |  |       |       |
|  | Titanes          | 2                        | 26 de mayo al 30 de mayo |   |           |           |  |  |       |       |
|  | Búcaros          | 0                        |                          |   |           |           |  |  |       |       |
|  | Búcaros          | 0                        | Titanes                  | 3 |           |           |  |  |       |       |
|  | 21 al 24 de mayo |                          | Titanes                  | 3 |           |           |  |  |       |       |
|  |                  | Cafeteros                | 0                        |   |           |           |  |  |       |       |
|  | Cafeteros        | Cafeteros                | 0                        | 2 |           |           |  |  |       |       |
|  | Cafeteros        |                          | 4 al 10 de junio         | 2 |           |           |  |  |       |       |
|  | Cimarrones       | 0                        |                          |   |           |           |  |  |       |       |
|  | Cimarrones       | 0                        | Titanes                  | 3 |           |           |  |  |       |       |
|  | 21 al 24 de mayo |                          | Titanes                  | 3 |           |           |  |  |       |       |
|  |                  | Tigrillos                | 0                        |   |           |           |  |  |       |       |
|  | Motilones        | Tigrillos                | 0                        | 2 |           |           |  |  |       |       |
|  | Motilones        | 27 de mayo al 2 de junio |                          | 2 |           |           |  |  |       |       |
|  | Hurricanes       | 0                        |                          |   |           |           |  |  |       |       |
|  | Hurricanes       | 0                        | Motilones                | 2 |           |           |  |  |       |       |
|  | 21 al 24 de mayo |                          | Motilones                | 2 |           |           |  |  |       |       |
|  |                  | Tigrillos                | 3                        |   |           |           |  |  |       |       |
|  | Tigrillos        | Tigrillos                | 3                        | 2 |           |           |  |  |       |       |
|  | Tigrillos        |                          |                          | 2 |           |           |  |  |       |       |
|  | Sabios           | 0                        |                          |   |           |           |  |  |       |       |
|  | Sabios           | 0                        |                          |   |           |           |  |  |       |       |

### Cuartos de final
Se disputaron del 21 al 24 de mayo; clasificaron a la Semifinal los ganadores de dos de tres partidos posibles.

#### Titanes (2 - 0) Bucaros
| 21 de mayo, 21:00 | Titanes | 107–69  | Búcaros | Cali                               |  |
|                   |         |         |         |                                    |  |
|                   |         | Reporte |         | Pabellón: Coliseo Evangelista Mora |  |

| 23 de mayo, 17:00 | Búcaros | 68–105  | Titanes | Cali                               |  |
|                   |         |         |         |                                    |  |
|                   |         | Reporte |         | Pabellón: Coliseo Evangelista Mora |  |

#### Cafeteros (2 - 0) Cimarrones
| 22 de mayo, 19:30 | Cafeteros | 97–83   | Cimarrones | Cali                               |  |
|                   |           |         |            |                                    |  |
|                   |           | Reporte |            | Pabellón: Coliseo Evangelista Mora |  |

| 24 de mayo, 19:00 | Cimarrones | 74–99   | Cafeteros | Cali                               |  |
|                   |            |         |           |                                    |  |
|                   |            | Reporte |           | Pabellón: Coliseo Evangelista Mora |  |

#### Motilones (2 - 0) Hurricanes
| 21 de mayo, 19:00 | Motilones | 94–90   | Hurricanes | Cali                               |  |
|                   |           |         |            |                                    |  |
|                   |           | Reporte |            | Pabellón: Coliseo Evangelista Mora |  |

| 23 de mayo, 19:00 | Hurricanes | 88–92   | Motilones | Cali                               |  |
|                   |            |         |           |                                    |  |
|                   |            | Reporte |           | Pabellón: Coliseo Evangelista Mora |  |

#### Tigrillos (2 - 0) Sabios
| 22 de mayo, 17:30 | Tigrillos | 85–79   | Sabios | Cali                               |  |
|                   |           |         |        |                                    |  |
|                   |           | Reporte |        | Pabellón: Coliseo Evangelista Mora |  |

| 24 de mayo, 21:00 | Sabios | 80–97   | Tigrillos | Cali                               |  |
|                   |        |         |           |                                    |  |
|                   |        | Reporte |           | Pabellón: Coliseo Evangelista Mora |  |

### Semifinales
Se disputaron del 26 de mayo al 2 de junio; clasificaron a la final los ganadores de tres de cinco partidos posibles.

#### Titanes (3 - 0) Cafeteros
| 26 de mayo, 19:30 | Titanes | 80–79   | Cafeteros | Cali                               |  |
|                   |         |         |           |                                    |  |
|                   |         | Reporte |           | Pabellón: Coliseo Evangelista Mora |  |

| 29 de mayo, 17:00 | Cafeteros | 73–88   | Titanes | Cali                               |  |
|                   |           |         |         |                                    |  |
|                   |           | Reporte |         | Pabellón: Coliseo Evangelista Mora |  |

| 30 de mayo, 17:00 | Titanes | 93–67   | Cafeteros | Cali                               |  |
|                   |         |         |           |                                    |  |
|                   |         | Reporte |           | Pabellón: Coliseo Evangelista Mora |  |

#### Motilones (2 - 3) Tigrillos
| 27 de mayo, 19:30 | Motilones | 73–83   | Tigrillos | Cali                               |  |
|                   |           |         |           |                                    |  |
|                   |           | Reporte |           | Pabellón: Coliseo Evangelista Mora |  |

| 29 de mayo, 19:30 | Tigrillos | 72–81   | Motilones | Cali                               |  |
|                   |           |         |           |                                    |  |
|                   |           | Reporte |           | Pabellón: Coliseo Evangelista Mora |  |

| 30 de mayo, 19:00 | Motilones | 96–95   | Tigrillos | Cali                               |  |
|                   |           |         |           |                                    |  |
|                   |           | Reporte |           | Pabellón: Coliseo Evangelista Mora |  |

| 1 de junio, 19:30 | Tigrillos | 92–68   | Motilones | Cali                               |  |
|                   |           |         |           |                                    |  |
|                   |           | Reporte |           | Pabellón: Coliseo Evangelista Mora |  |

| 2 de junio, 19:30 | Motilones | 72–78   | Tigrillos | Cali                               |  |
|                   |           |         |           |                                    |  |
|                   |           | Reporte |           | Pabellón: Coliseo Evangelista Mora |  |

### Final
Se disputó del 4 al 10 de junio al ganador de tres de cinco partidos posibles. La serie fue ganada por Titanes 3-0 sobre Tigrillos.

#### Titanes (3 - 0) Tigrillos
| 4 de junio, 19:30 | Titanes                                                                 | 103–68               | Tigrillos                                                         | Cali                               |  |
|                   | Parciales: 31–11, 25-18, 28-18, 19-21                                   |                      |                                                                   |                                    |  |
|                   | Estadísticas Jonathan Rodríguez 20 Juan Tello Palacios 10 Salem Safar 4 | Reporte Pts Reb Asts | Estadísticas 12 Romario Roque 7 Wesley Van Deck 4 Wesley Van Deck | Pabellón: Coliseo Evangelista Mora |  |

| 5 de junio, 19:00 | Tigrillos                                                      | 75–89                | Titanes                                                                         | Cali                               |  |
|                   | Parciales: 21-24, 20-24, 20-15, 14-26                          |                      |                                                                                 |                                    |  |
|                   | Estadísticas Gelvis Solano 27 Gelvis Solano 10 Gelvis Solano 5 | Reporte Pts Reb Asts | Estadísticas 24 Juan Tello Palacios 20 Juan Tello Palacios 4 Jonathan Rodríguez | Pabellón: Coliseo Evangelista Mora |  |

| 7 de junio, 19:00 | Titanes                                                          | 89–88                | Tigrillos                                                        | Cali                               |  |
|                   | Parciales: 24–23, 24-23, 22-17, 19-25                            |                      |                                                                  |                                    |  |
|                   | Estadísticas Salem Safar 24 Ernesto Oglivie 12 Ernesto Oglivie 5 | Reporte Pts Reb Asts | Estadísticas 27 Gelvis Solano 14 Phillip Lockett 4 Gelvis Solano | Pabellón: Coliseo Evangelista Mora |  |

|                                            |
|                                            |
| Campeón Titanes de Barranquilla 4.º título |